# Bedstro
Bedstro (Asperula) is een geslacht uit de sterbladigenfamilie (Rubiaceae). Het telt ongeveer negentig soorten die een grote verspreiding kennen, van Europa, Noord-Afrika, de gematigde en subtropische delen van Azië tot in Australazië.

## Soorten
- Asperula acuminata I.Thomps.
- Asperula albiflora Popov
- Asperula ambleia Airy Shaw
- Asperula anatolica M.Öztürk
- Asperula arvensis L. - Akkerbedstro
- Asperula assamica Meisn.
- Asperula asterocephala Bornm.
- Asperula asthenes Airy Shaw & Turrill
- Asperula azerbaidjanica Mam, Shach & Velib.
- Asperula badachschenica Pachom.
- Asperula balchanica Bobrov
- Asperula bargyii Gomb.
- Asperula botschantzevii Pachom.
- Asperula brachyantha Boiss.
- Asperula cankiriensis B.Şahin & Sağıroğlu
- Asperula charophyton Airy Shaw & Turrill
- Asperula ciliatula Pachom.
- Asperula cilicia Hausskn. ex Ehrend.
- Asperula comosa Schönb.-Tem.
- Asperula conferta Hook.f.
- Asperula congesta Tschern.
- Asperula cunninghamii Airy Shaw & Turrill
- Asperula cymulosa (Post) Post
- Asperula czukavinae Pachom. & Karim
- Asperula dasyantha Klokov
- Asperula euryphylla Airy Shaw & Turrill
- Asperula fedtschenkoi Ovcz. & Tschernov
- Asperula fidanii Eroğlu
- Asperula fragillima Boiss. & Hausskn.
- Asperula friabilis Schönb.-Tem.
- Asperula galioides M.Bieb.
- Asperula gemella Airy Shaw & Turrill
- Asperula geminifolia F.Muell.
- Asperula glabrata Tschern.
- Asperula glomerata (M.Bieb.) Griseb.
- Asperula gobica Govaerts
- Asperula gobicola Grubov
- Asperula gracilis C.A.Mey.
- Asperula gunnii Hook.f.
- Asperula hoskingii I.Thomps.
- Asperula insignis (Vatke) Ehrend.
- Asperula insolita Pachom.
- Asperula involucrata Wahlenb.
- Asperula karategini Pachom. & Karim
- Asperula kotschyana (Boiss. & Hohen.) Boiss.
- Asperula kovalevskiana Pachom.
- Asperula kryloviana Sergeev
- Asperula laevigata L.
- Asperula lasiantha Nakai
- Asperula libanotica Boiss.
- Asperula majoriflora Borbás ex Formánek
- Asperula minima Hook.f.
- Asperula molluginoides (M.Bieb.) Rchb.
- Asperula nuratensis Pachom.
- Asperula oblanceolata I.Thomps.
- Asperula oppositifolia Regel & Schmalh.
- Asperula orientalis Boiss. & Hohen.
- Asperula pauciflora Tschern.
- Asperula perpusilla Hook.f.
- Asperula podlechii Schönb.-Tem.
- Asperula polymera I.Thomps.
- Asperula popovii Schischk.
- Asperula prostrata (Adams) K.Koch
- Asperula pugionifolia Tschern.
- Asperula pulchella (Podlech) Ehrend. & Schönb.-Tem.
- Asperula pusilla Hook.f.
- Asperula rechingeri Ehrend. & Schönb.-Tem.
- Asperula rezaiyensis Schönb.-Tem.
- Asperula scabrella Tschern.
- Asperula scoparia Hook.f.
- Asperula seticornis Boiss.
- Asperula setosa Jaub. & Spach
- Asperula sherardioides Jaub. & Spach
- Asperula sordide-rosea Popov
- Asperula strishovae Pachom. & Karim
- Asperula suavis Fisch., C.A.Mey. & Avé-Lall.
- Asperula subsimplex Hook.f.
- Asperula subulifolia Airy Shaw & Turrill
- Asperula syrticola (Miq.) Airy Shaw & Turrill
- Asperula szovitsii Ehrend. & Schönb.-Tem.
- Asperula taurina L.
- Asperula tenuissima K.Koch
- Asperula tetraphylla (Airy Shaw & Turrill) I.Thomps.
- Asperula tinctoria L.
- Asperula trichodes J.Gray ex DC.
- Asperula trifida Makino
- Asperula tschernevae Kamelin
- Asperula tymphaea T.Gregor, Meierott & Raus
- Asperula virgata Hub.-Mor. ex Ehrend. & Schönb.-Tem. >
- Asperula wimmeriana Airy Shaw & Turrill
- Asperula xylorrhiza Nábelek

## Hybriden
- Asperula x portae Peruzzi

... · 
Afrocanthium · 
Asperula (Bedstro) · 
Atractocarpus · 
Belonophora · 
Bouvardia · 
Breonadia · 
Byrsophyllum · 
Callipeltis · 
Cephalanthus (Kogelbloem) · 
Chassalia · 
Cinchona · 
Coffea (Koffie) · 
Coprosma · 
Cruciata · 
Deppea · 
Galium (Walstro) · 
Gardenia · 
Genipa · 
Morinda · 
Nertera · 
Pentas · 
Plocama · 
Portlandia · 
Psydrax · 
Richardia · 
Rothmannia · 
Rubia · 
Rutidea · 
Rytigynia · 
Sabicea · 
Sarcocephalus · 
Sericanthe · 
Sherardia · 
Spermacoce · 
Tarenna · 
Tricalysia · 
Uncaria · 
Vangueria · 
Virectaria ·  
Wendlandia · 
...